# Піноккіо

Ляльки Піноккіо у сувенірному магазині Флоренції

Піноккіо (італ. Pinocchio) — головний герой книги італійського письменника Карло Коллоді «Пригоди Піноккіо» (1883).
Це оповідання стало найвідомішим твором дитячої літератури в Італії і згодом у всьому світі. Слово піноккіо (італ. pinocchio) на тосканському діалекті означало сосновий горішок. У казці Піноккіо — дерев'яна лялька, хлопчик з довгим носом, якого зробив з дерева столяр Джепетто. Як тільки лялька почала ходити, вона втекла з хати Джепетто до міста назустріч власній долі. Після різних пригод та зустрічей з шахраями Лисицею, Котом, власником лялькового театру Вогнежором, страшним морським чудовиськом та доброю Феєю Піноккіо обертається у справжнього хлопця.
З часу публікації оповідання у 1883 році Піноккіо став одним з найвідоміших казкових персонажів. Його образ має певне педагогічне значення: кожен раз, коли Піноккіо бреше, у нього збільшується ніс, і він обертається у хлопчика тільки тоді, коли допомагає іншим. Таким чином, через цей образ діти мали усвідомлювати наслідки нечемної поведінки та винагороди за добрі вчинки. Історія Піноккіо була перекладена багатьма мовами світу і адаптована в інших культурах. Найвідомішими адаптаціями цього оповідання є «Пригоди Цепфеля Керна» німецького письменника Отто Бірбаума та «Золотий ключик, або пригоди Буратіно» російського письменника Олексія Миколайовича Толстого.